# Sadriddin Ayni
Sadriddin Ayni (em tajique:  Садриддин Айнӣ, persa : صدرالدين عيني, abril de 1878 - 15 de julho de 1954) foi um intelectual tajique que exerceu na vida como poeta, jornalista e historiador.
É considerado o maior escritor do Tadiquistão e recebeu o Prêmio Lenin. Os seus poemas tinham temas principais  a natureza e morte tendo eles um forte teor nacionalista.
Faleceu em 1954 em Dushanbe, onde o seu mausoléu está localizado.